# Sarcophanops
Sarcophanops (Sharpe, 1876) è un genere di uccelli passeriformi della famiglia degli Eurilaimidi.

## Etimologia
Il nome del genere deriva dall'unione delle parole greche σαρκός (sarkos, "carne") e φανερός (faneros, "visibile") col suffisso -ops, "occhio", ed è traducibile grossomodo con "carne dell'occhio visibile", in riferimento all'appariscente anello perioculare che caratterizza questi uccelli.

## Descrizione
Gli eurilaimi caruncolati sono uccelli piuttosto simili ai "cugini" del genere Eurylaimus, rispetto ai quali presentano colorazione più scura, becco più sottile e soprattutto i vistosi cerchi perioculari carnosi ("caruncole", da cui il nome comune di questi uccelli) di colore azzurro.

## Distribuzione e habitat
Le specie ascritte al genere sono diffuse nelle Filippine, dove abitano la foresta pluviale.

## Tassonomia
Al genere vengono ascritte due specie:
- Sarcophanops samarensis Steere, 1890 - beccolargo caruncolato delle Visayas
- Sarcophanops steerii (Sharpe, 1876) - beccolargo caruncolato di Mindanao

In passato questi uccelli venivano ascritti al genere Eurylaimus col nome rispettivamente di Eurylaimus samarensis ed Eurylaimus steerii: tuttavia, recenti analisi genetiche hanno rivelato che i due generi non sono particolarmente vicini fra loro.